# Сеті-Лагоас (мікрорегіон)

Сеті-Лагоас на карті штату Мінас-Жерайс

Сеті-Лагоас (порт. Microrregião de Sete Lagoas) — мікрорегіон в Бразилії, входить в штат Мінас-Жерайс. Складова частина мезорегіону Агломерація Белу-Орізонті. Населення становить 391 965 чоловік на 2006 рік. Займає площу 8534,774 км². Густота населення — 45,9 чол./км².

## Склад мікрорегіону
До складу мікрорегіону включені наступні муніципалитети:
1. Арасаї
2. Балдін
3. Кашуейра-да-Прата
4. Каетанополіс
5. Капін-Бранку
6. Кордісбургу
7. Фортуна-ді-Мінас
8. Фуніландія
9. Іньяума
10. Жаботікатубас
11. Жекітіба
12. Маравільяс
13. Матозіньюс
14. Папагаюс
15. Параопеба
16. Пекі
17. Пруденті-ді-Морайс
18. Сантана-ді-Пірапама
19. Сантана-ду-Ріашу
20. Сеті-Лагоас

| Бразилія | Це незавершена стаття з географії Бразилії. Ви можете допомогти проєкту, виправивши або дописавши її. |